# Drosophila ivai
Drosophila ivai är en tvåvingeart som beskrevs av Vilela 1983. Drosophila ivai ingår i släktet Drosophila och familjen daggflugor.
Artens utbredningsområde är Brasilien.